# Jaap van Julsingha
Jacob (Jaap) van Julsingha (21 juni 1927 – 27 september 1985) was een Nederlands burgemeester.
Hij werd geboren als zoon van Lubbertus Hendericus van Julsingha (1887-1967); destijds gemeentesecretaris van Delfzijl en later ook burgemeester van die gemeente. Zelf was hij als adjunct-commies werkzaam bij de gemeentesecretarie van Markelo voor hij in maart 1965 ook burgemeester werd en wel van Vledder. In maart 1977 werd hem op eigen verzoek ontslag verleend. Van Julsingha overleed in 1985 op 58-jarige leeftijd.